# När ungdomen vaknar
När ungdomen vaknar è un film del 1943 diretto da Gunnar Olsson.